# Prognathodes carlhubbsi
Prognathodes carlhubbsi är en fiskart som beskrevs av Nalbant, 1995. Prognathodes carlhubbsi ingår i släktet Prognathodes och familjen Chaetodontidae. IUCN kategoriserar arten globalt som nära hotad. Inga underarter finns listade i Catalogue of Life.